# Гиват-Рам

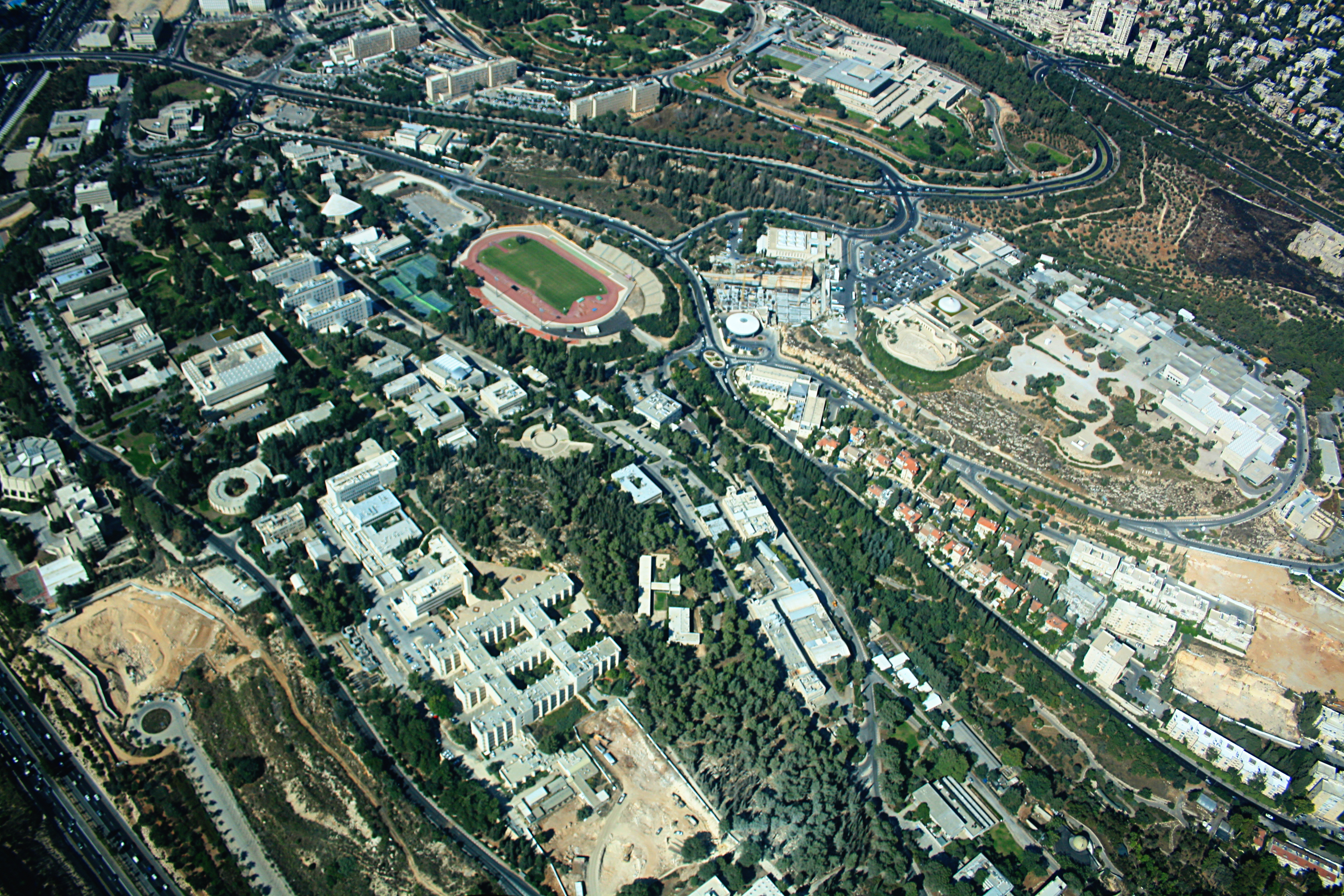
Гиват Рам

Гива́т-Рам (ивр. גִּבְעַת רָם‎) — район в центре Иерусалима в Израиле. В Гиват-Раме расположены многие из важнейших национальных учреждений Израиля, в том числе кнессет, Музей Израиля, Национальная библиотека и Верховный суд.

## Этимология
«Рам» представляет собой акроним иврита для словосочетания — ″Рикуз Мефакдим″ — ивр. גבעת ריכוז - מפקדים‎, Холм Ассамблеи Командующих.

## История
Перед Войной за независимость Израиля в 1948 году этот участок был известен под названием Шейх-Бадр. В декабре 1949 года израильское правительство во главе с Давидом Бен-Гурионом приняло решение построить в Иерусалиме правительственный комплекс. Для этой цели был выбран Гиват-Рам, холм к западу от города, который был местом сбора молодёжных батальонов Гадна. Рельеф местности этого участка, представляющего собой три холма, идеально подходил для строительства трех групп зданий — правительственного комплекса, кампуса университета и музея.
В Гиват-Раме расположены кнессет, израильские государственные учреждения и израильский Верховный суд, а также культурные достопримечательности, такие как Музей Израиля, Музей библейских стран, Иерусалимский музей науки имени Блюмфильда, один из кампусов Еврейского университета в Иерусалиме, Национальная библиотека Израиля и конференц-зал Биньяней Ха-Ума.
Северная часть района, расположенная между конференц-залом и университетом, где сосредоточены министерства, официально известна как Кирьят-Ха-Леом. На этом участке строится новый современный квартал Мишкенот-Ха-Ума. В этом районе также расположен Сад роз «Воль».

## Археологические находки
Первые археологические раскопки были проведены перед началом строительства Биньяней Ха-Ума в июле — августе 1949 года М. Ави-Йоной, который обнаружил тёсаные сооружения, резервуары и бассейны разных размеров, датируемые периодом Ирода, кирпичи и осколки черепицы с печатями Десятого Римского Легиона, а также остатки монастыря.
В мае — июне 1968 года, перед тем, как к югу от Биньяней Ха-Ума был построен новый отель (тогда «Хилтон»), Ави-Йона провёл вторую серию археологических раскопок. Он обнаружил остатки гончарной печи овальной формы, станок для обработки глины и глубокий резервуар для воды. На поверхности, покрытой толстым слоем известняка, была обнаружена большая мортария и множество кирпичей, некоторые из которых были помечены печатями Десятого Легиона.
Значительная часть археологических раскопок была проведена в апреле — сентябре 1992 года к востоку от Биньяней Ха-Ума по поручению Департамента древностей Израиля, однако, примерно 60 % площади археологического парка уже было раскопано бульдозерами.
В июле 1993 года в результате неглубокой раскопки были обнаружены и демонтированы печи с печатями Десятого легиона, а затем поднят мозаичный пол византийского периода.

## Галерея

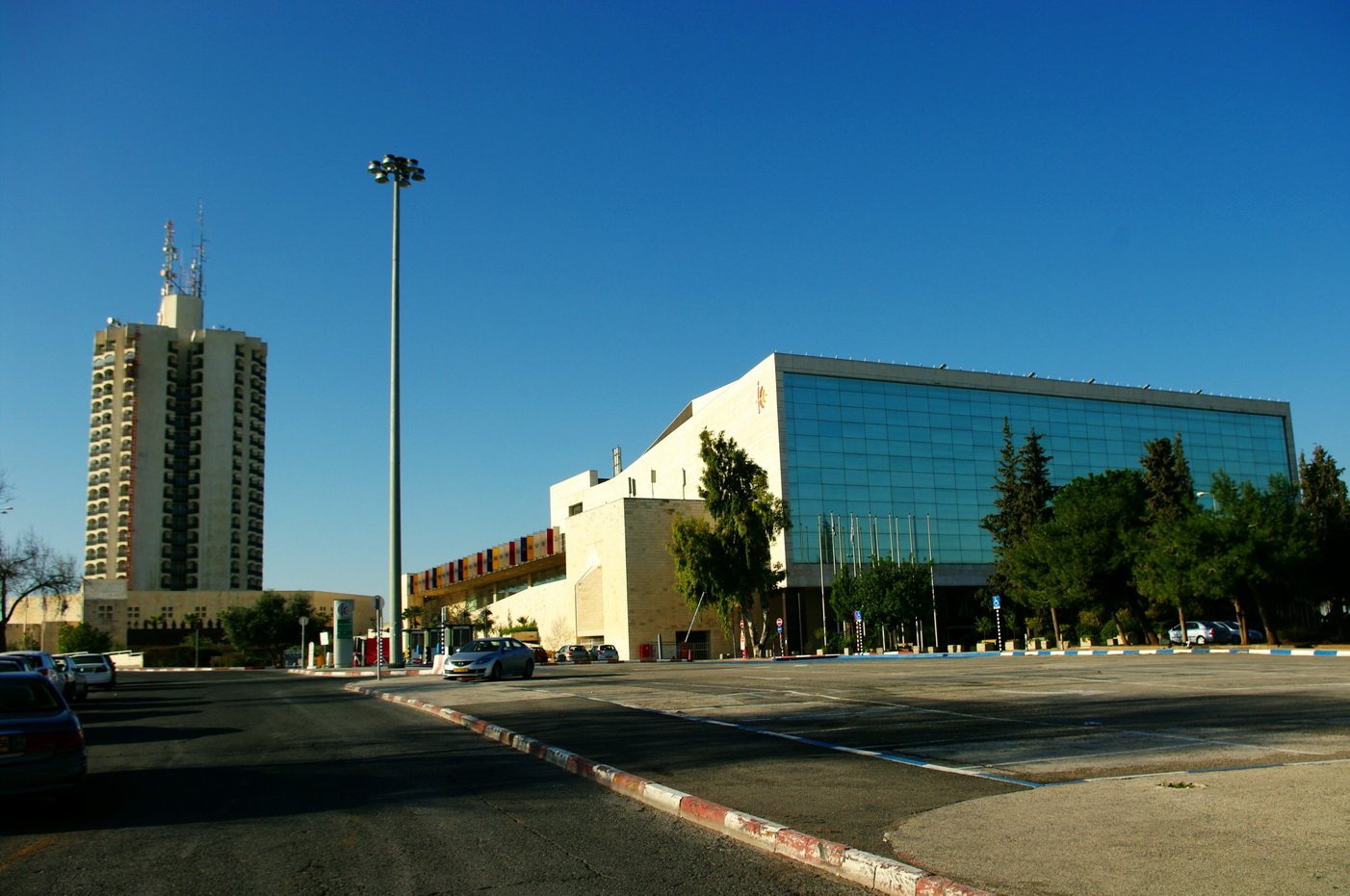
Международный конференц-центр (Иерусалим)
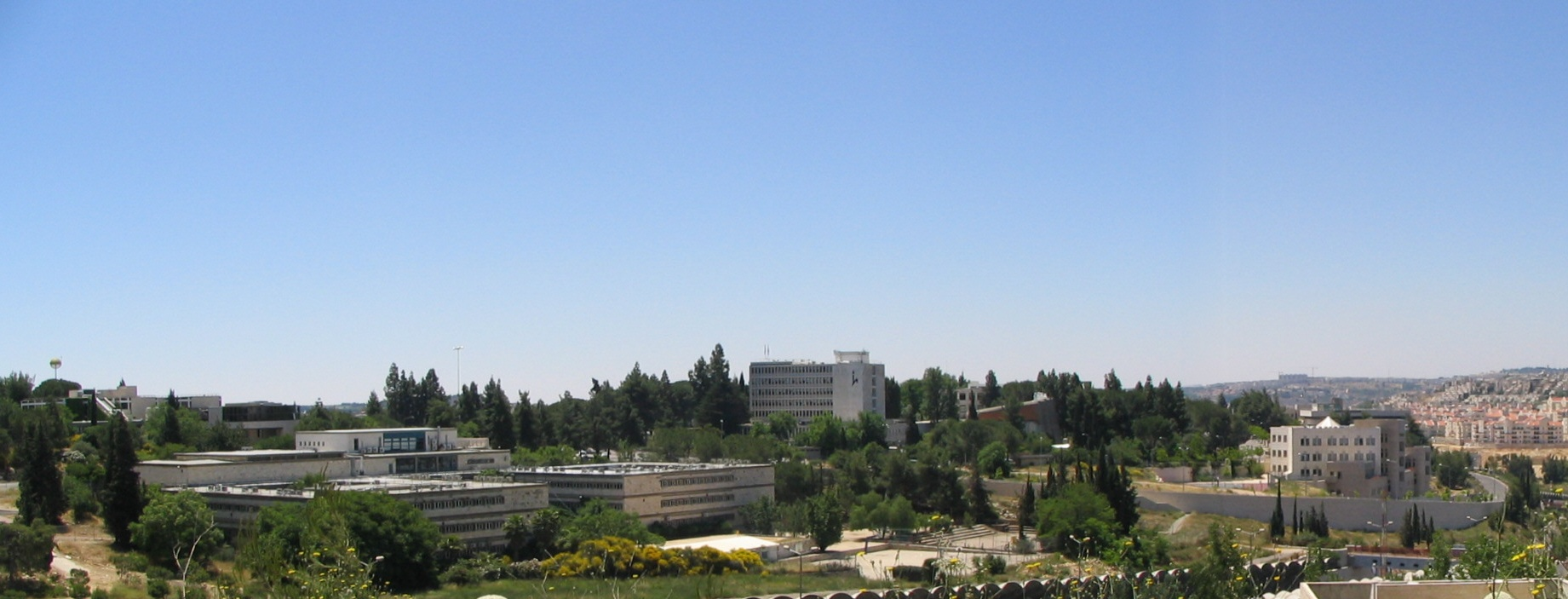
Кампус Гиват-Рам, Еврейский университет в Иерусалиме
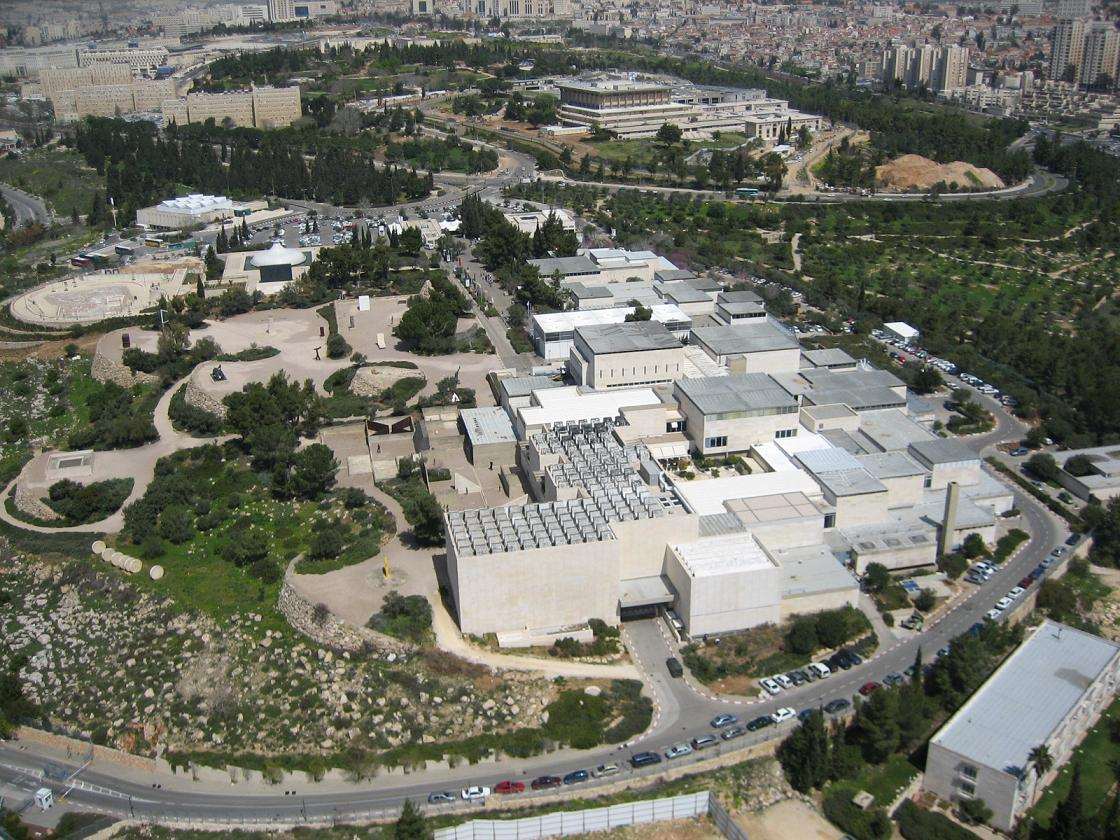
Израильский музей
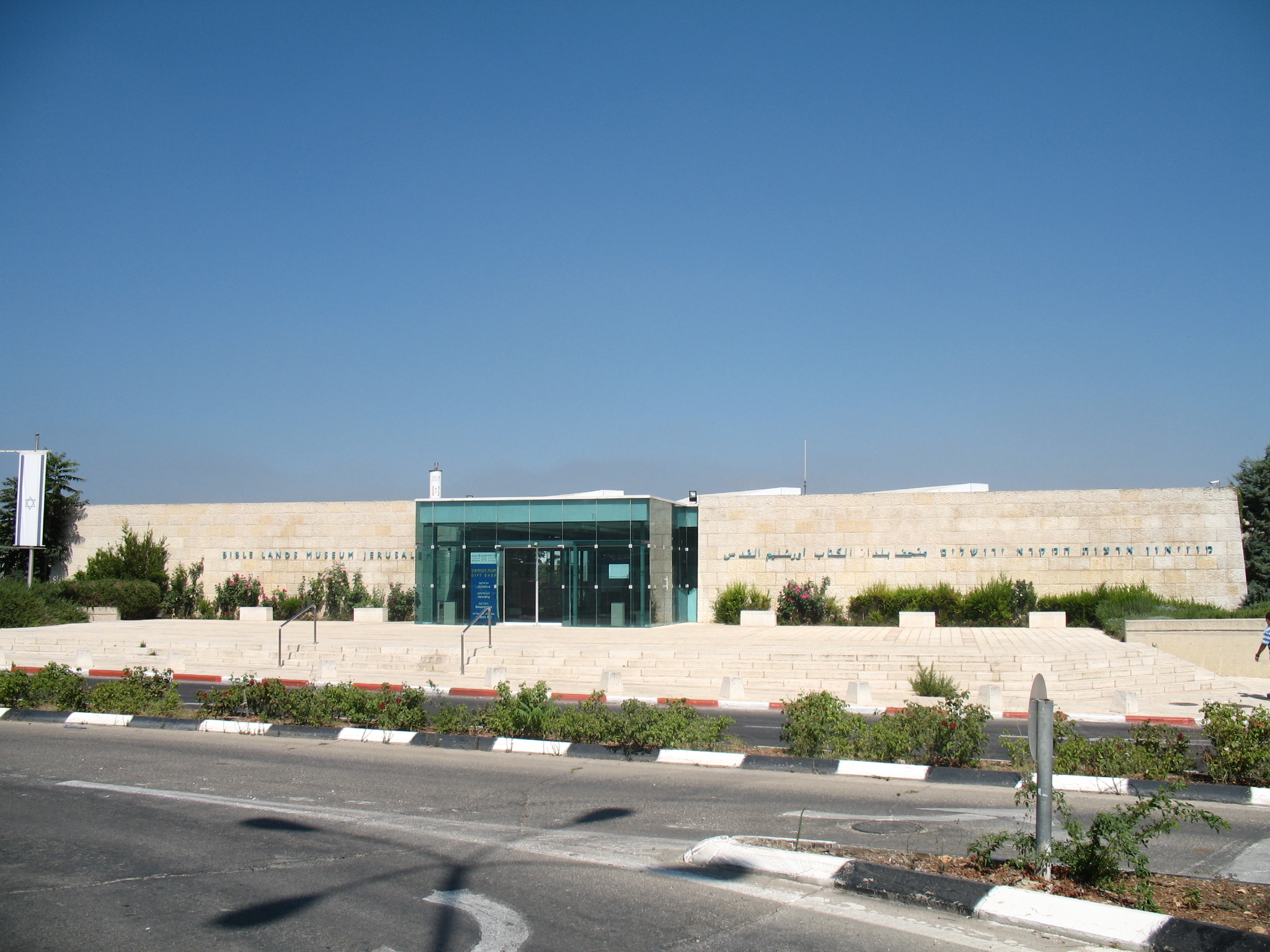
Музей библейских стран
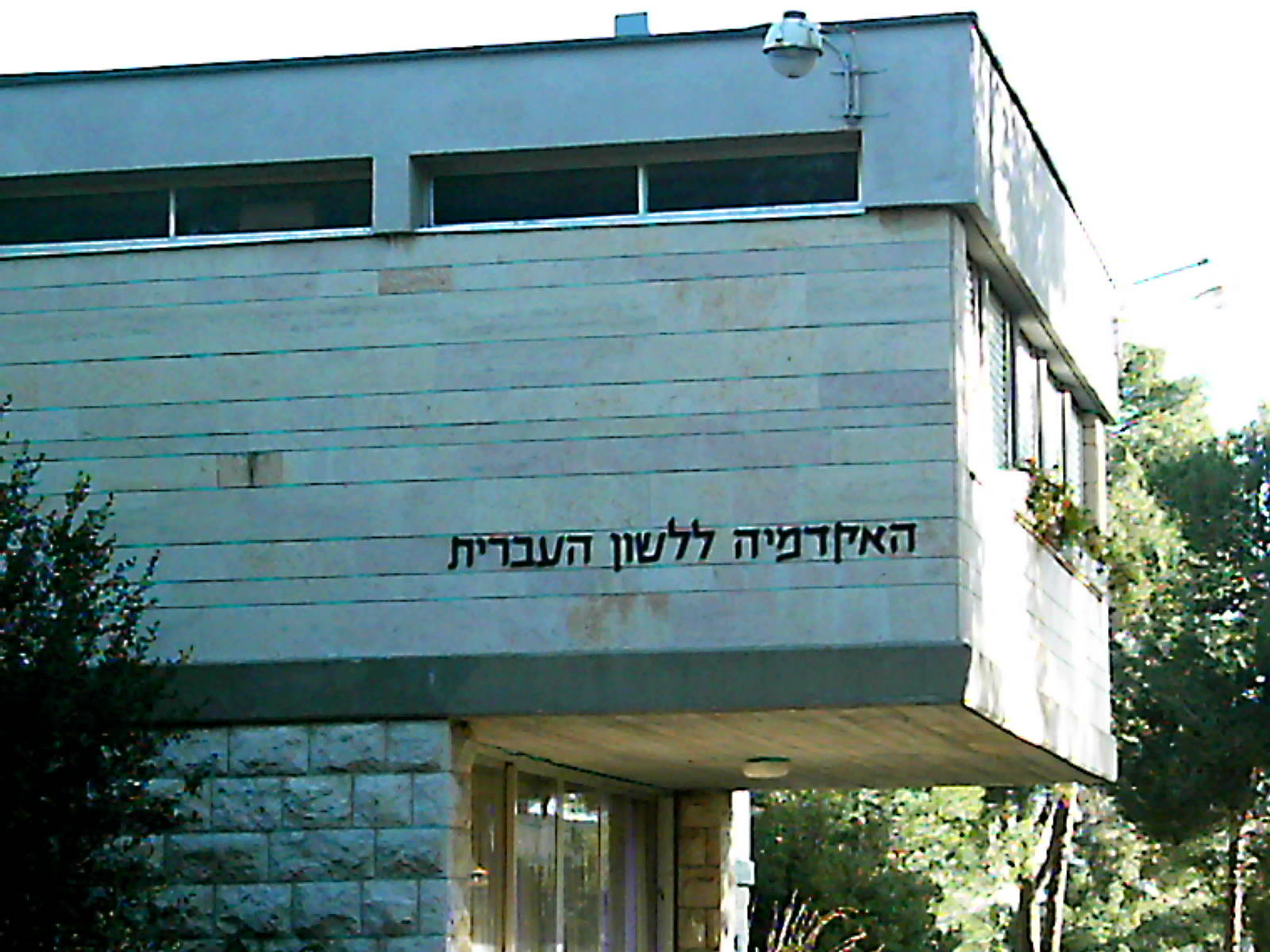
Академия языка иврит
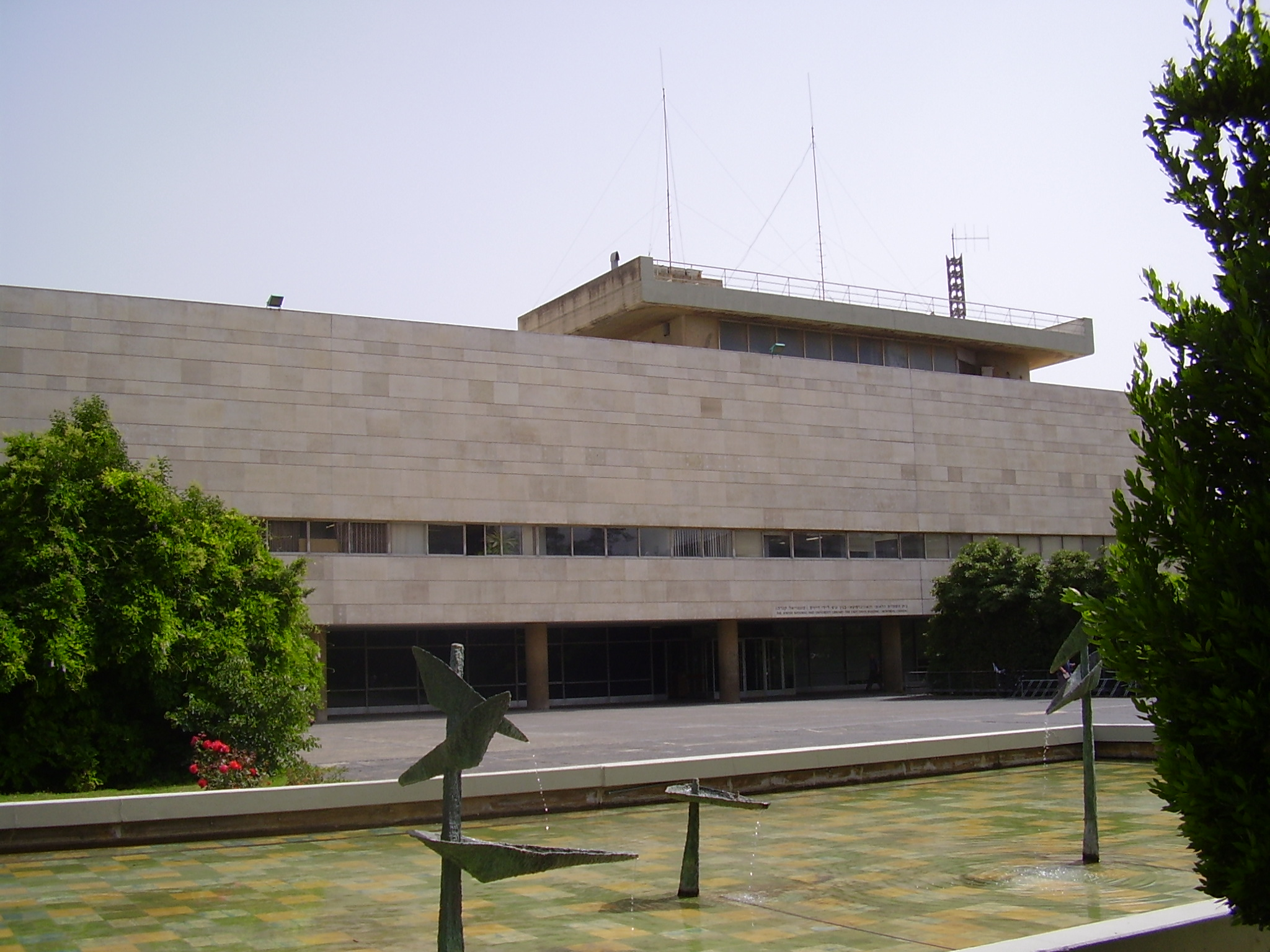
Национальная библиотека Израиля
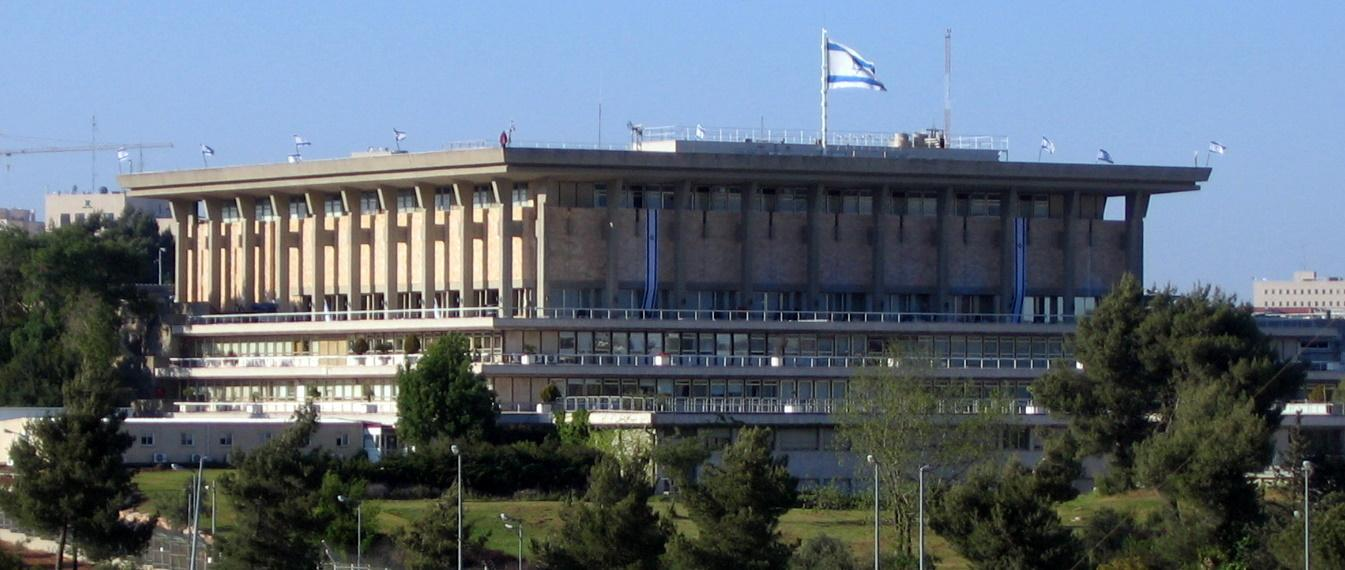
Кнесет